# 4-Диметиламинобензальдегид
4-Диметиламинобензальдегид (p-диметиламинобензальдегид, DMAB, п-ДАБА) — ароматическое органическое соединение с химической формулой (CH3)2NC6H4CHO. Имеет вид белых кристаллов, является основным компонентом реактива Эрлиха, который включает в себя, помимо диметиламинобензальдегида, ещё спирт и соляную кислоту. Применяется в микроскопии и аналитической химии, а также в органическом синтезе для получения красителей.

## Свойства
Белые или светло-жёлтые кристаллы листовидной формы. Имеет молярную массу 149,19 г/моль, плавится при 74—75 °C, кипит при 176—177 °C (17 мм рт. ст.), при нормальном атмосферном давлении во время перегонки разлагается с образованием диметиланилина и формальдегида. В холодной воде почти нерастворим, плохо растворим в горячей. Очень хорошо растворяется в трихлорметане, легко растворим в этаноле, серной и соляной кислотах, растворим в диэтиловом эфире, изопропиловом спирте и других органических растворителях. Относительная плотность {\displaystyle d_{4}^{99,9}} = 1,0254, показатель преломления {\displaystyle n_{D}^{99,9}} = 1,6235.
Проявляет свойства как аминов, так и альдегидов.
Реагирует с диметиланилином в присутствии соляной кислоты, образуя лейкооснование кристаллического фиолетового.

## Применение
В биологии и медицине используется для обнаружения индольного ядра триптофана, для чего используются различные методики: Вуазене — Роде, Мея — Розе и Адамса. Триптофан и содержащие триптофан белки дают пурпурное окрашивание при нагревании с реагентом Эрлиха, но окраска исчезает через несколько минут после охлаждения.
В органическом синтезе применяется в процессах получения стильбеновых, трифенилметановых и других групп красителей.
Вернер и Один опубликовали подробную методику определения сиаловых кислот с помощью прямой реакции Эрлиха. Реакция специфична для очищенных гликопротеинов, так как они не содержат каких-либо компонентов, отличающихся от сиаловых кислот и дающих устойчивое пурпурное окрашивание с 4-диметиламинобензальдегидом.